# ロンダ・ラウジー

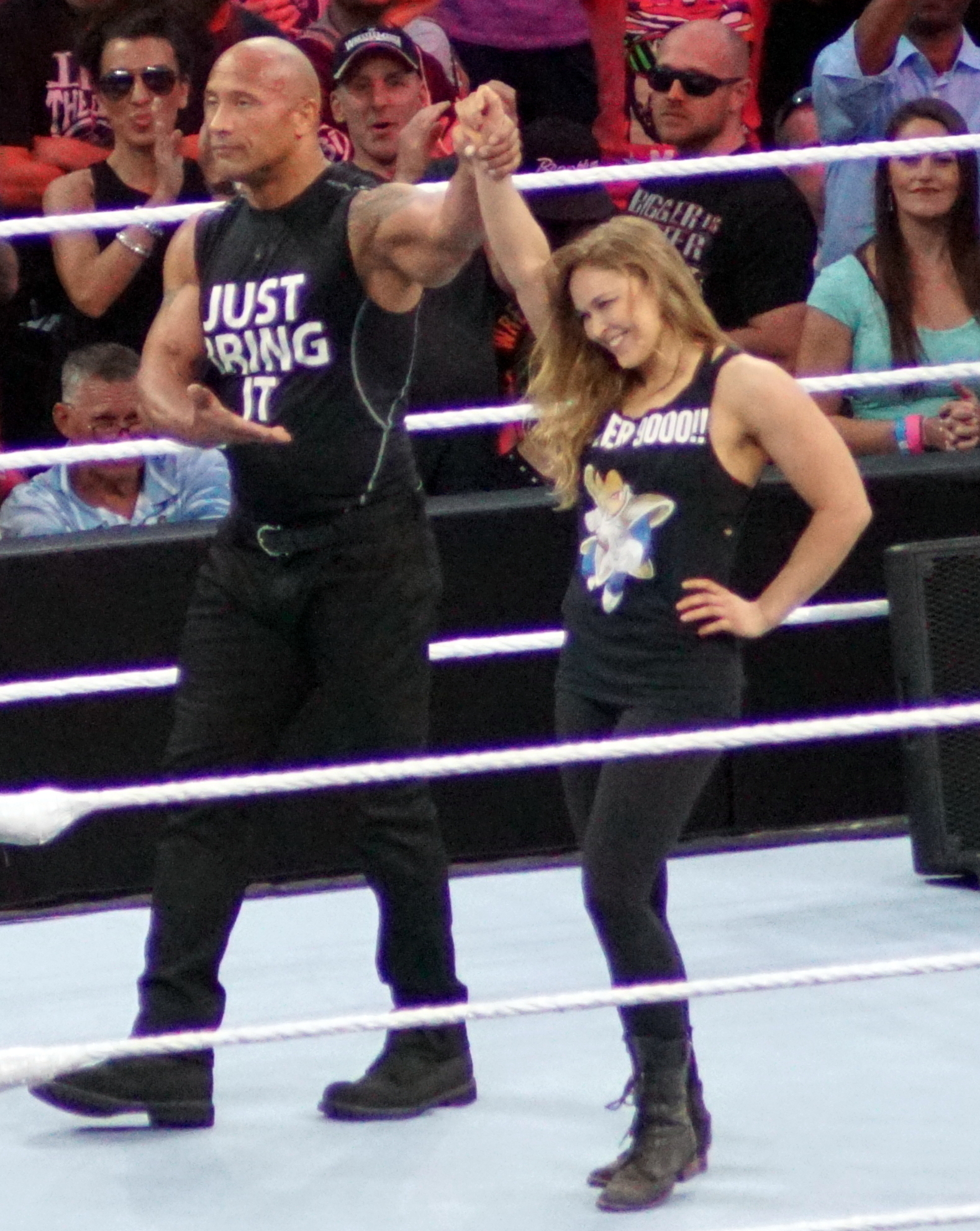
WWEに出演するロンダ

ロンダ・ラウジー（Ronda Rousey、1987年2月1日 - ）は、アメリカ合衆国の柔道家、プロレスラー、女優、総合格闘家。カリフォルニア州リバーサイド出身。初代UFC世界女子バンタム級王者。第4代Strikeforce女子バンタム級王者。UFC殿堂入り。チーム・ハヤスタン/グレンデール・ファイトクラブ所属。北京オリンピック柔道70kg級銅メダリスト。アメリカの女子柔道史上初のオリンピックメダリスト。
母親のアン・マリア・ラウジー・デマルスも柔道家で、1984年の世界選手権56kg級で優勝している。夫は総合格闘家のトラヴィス・ブラウン。

## 来歴
へその緒が巻きついて産まれてきた影響で、6歳頃までは言いたいことが上手く言葉に出来ない言語障害があったが、言語聴覚士との訓練で障害を克服した。8歳のときには、父親がソリ滑りの事故で背骨を骨折、合併症を引き起こして余命宣告を受けた後に自殺している。

### 柔道
8歳までは水泳をやっていたが、父親が亡くなったのをきっかけに柔道に転向した。
16歳のときにジム・ペドロ・シニアとジミー・ペドロの柔道家親子に出会い、途中に別のコーチに変更することもあったが2003年から2009年まで指導を受けた。ロンドンオリンピックの柔道78kg級金メダリストのケイラ・ハリソンはラウジーの後輩で、同じペドロ門下生として普段の練習は勿論のこと、ペドロの自宅に住み込みで厳しい合宿を行うなど切磋琢磨した練習仲間でもある。
2004年、8月に17歳でアテネ五輪に63kg級で出場し、一回戦で敗退したが、10月に開催された世界ジュニア柔道選手権に63kg級で出場し、金メダルを獲得した。
2006年、世界ジュニア柔道選手権63kg級に出場し、銅メダルを獲得した。
2007年、階級を70kg級にあげ、世界柔道選手権で銀メダル、パンアメリカン競技大会で金メダルを獲得した。
2008年、北京オリンピックの70kg級に出場。準々決勝でオランダのエディス・ボッシュに敗れたが、敗者復活戦を勝ち上がり、銅メダルを獲得、アメリカの女子柔道選手で初のオリンピックメダリストになった。
柔道関係者からは2012年のロンドンオリンピックで金メダル獲得を期待されていたが、ラウジー自身は質実剛健で反復的な柔道生活に飽きていたため、オリンピック直後のインタビューで、1年ほど休養を取ってローンを組んでサーフィンやドライブなどやってみたいことを楽しみ、柔道一筋だった日々の埋め合わせをしてから大学進学などを考えたいと述べた。同じインタビューで総合格闘技転向について「わからないわ。総合格闘技のコーチの知り合いがいて、パンチの打ち方を練習してから試合に出てみないかと誘われているの。だからパンチの練習をやってみるかもしれないけど何も決まっていないわ」としていた。その後はバーテンダーとカクテル・ウェイトレスとして3軒の店を掛け持ちで忙しく働きながら、しばらく普通の生活を送った。
2009年、谷本歩実の紹介でコマツに1年間柔道留学する契約を結び、1年ぶりに柔道に復帰をして、ペドロの道場で2ヶ月間練習した後にハリソンやペドロと共に日本へ渡った。日本で大歓迎で迎えられるが、わずか4日後にラウジーは自分にとって必要なことではないと、コマツ側に相談もせずにアメリカへ帰国してしまう。残っていたメンバーも居づらくなり6週間後に帰国している。
帰国後、母親に総合格闘家になる夢を打ち明け、最初は「とんでもない」と言われてしまうが、説得をして1年間は見守ってくれるよう了解を得て、晴れて総合格闘家へ転向した。

#### 母親との関係
世界選手権金メダリストである母親は経験を生かしラウジーに柔道に関して様々なアドバイスを送ったが、ラウジーのコーチを立て、出すぎたことはせず常に二番手以下に徹した。ラウジーはこのことについて「彼女がそうしてくれて嬉しかったわ。私にはママが本当に必要だったのよ、トレーニングの不満をママにぶつけることが出来たわ。それに、たまにコーチが嫌いになることもあるでしょ、ママのことは嫌いになりたくなかったからね」と述べている。
ラウジーが11歳のとき、柔道の練習中に親指を骨折して泣き出したところ、母親に練習が終わるまで柔道場を走らされたことがあった。ラウジーはその時は酷い母親だと思ったが、あとで「怪我をしても戦わなければいけない時があるの。そして、あなたはそれが出来る才能があるってことを知る必要があったの」と言われたエピソードがある。
「ロンダは負けず嫌いなの。たとえ相手がずっと大きくても、ずっと強くても、彼女は切り抜ける方法を探し出そうとするの。ロンダが13歳のときに道場に練習に来た40歳代の全日本チャンピオンと対戦したわ。彼はロンダを投げ飛ばしたの。ロンダは帰り道でずっと泣いていたわ。そしてこう言ったの『ママ、彼を投げることが出来なかった、どうやっても投げることが出来なかった』。彼女はこうは考えなかったみたいね『相手は体格が2倍以上も大きい全日本チャンピオン、だけど私は13歳の柔道初心者』、彼女は『私は彼をやっつけることが出来る』と考えていたのよ」とラウジーが幼少の頃から負けん気の強さを発揮していたエピソードを語っている。

### 総合格闘技
2010年8月6日に開催されたCombat Fight Leagueでアマチュア総合格闘技デビューを果たし、1R23秒腕ひしぎ十字固めで勝利した。
その後、アマチュアで2戦し、いずれも勝利している。
2011年3月27日、King of the Cageでプロデビュー。
2012年3月3日、Strikeforce: Tate vs. Rouseyの女子バンタム級タイトルマッチでミーシャ・テイトに挑戦し、腕ひしぎ十字固めで一本勝ちを収め王座獲得に成功した。この試合でESPNのサブミッション・オブ・ザ・イヤーを受賞した。
2012年8月8日、それまでUFCの女子部門設立に否定的だったUFC代表ダナ・ホワイトがショウタイムのロンダ・ラウジー特別番組の中で「もし次の10年の間にUFCに上がる女子選手がいるとすれば、それは多分ロンダ・ラウジーになるんだろうな」と発言した。
2012年8月18日、Strikeforce: Rousey vs. Kaufmanの女子バンタム級タイトルマッチでサラ・カフマンと対戦し、腕ひしぎ十字固めで一本勝ちを収め初防衛に成功した。
2012年11月、UFCと契約。UFC初の女子選手となった。
2012年12月6日、Strikeforce女子バンタム級廃止に伴いUFCに移籍。そのまま初代UFC世界女子バンタム級王座に認定された。

### UFC

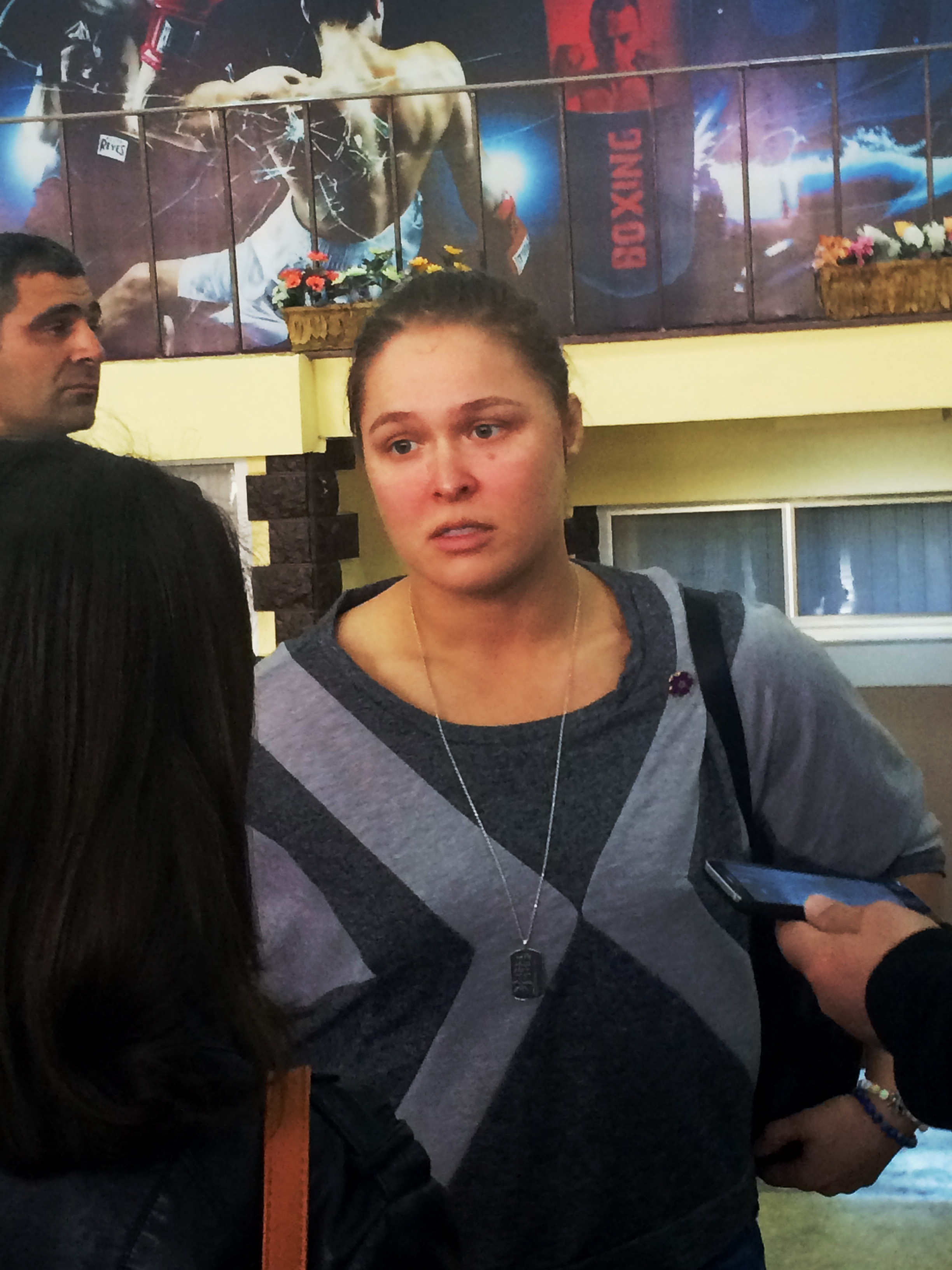
アルメニアでのロンダ

2013年2月23日、UFC初参戦となったUFC 157でリズ・カムーシュとUFC史上初の女子の試合としてUFC女子世界バンタム級タイトルマッチを行い、1Rに腕ひしぎ十字固めで勝利し、王座の初防衛に成功。この試合はペイ・パー・ビューを約50万件販売して、女子選手がメインイベントをつとめた格闘技の試合として最高記録を樹立した。これまでの最高記録はボクシングのレイラ・アリ対ジャッキー・フレージャー・ライドの12万5千件であったが大幅にこれを更新した。
2013年12月28日、UFC 168で女子バンタム級ランキング2位のミーシャ・テイトと再戦。再三テイクダウンを奪い、3Rに腕ひしぎ十字固めで一本勝ちを収め2度目の王座防衛に成功したが、試合直後のテイトからの握手を拒否し観客からブーイングを浴びた。
2014年2月22日、UFC 170でレスリング五輪銀メダリストで女子バンタム級ランキング4位のサラ・マクマンと対戦し、首相撲からの膝蹴りで1RTKO勝ちを収め、3度目の王座防衛に成功。また、自身のキャリアにおいて腕ひしぎ十字固め以外での初めての決まり手となった。
2014年7月5日、UFC 175で女子バンタム級ランキング2位のアレクシス・デイビスと対戦し、開始16秒でKO勝ちを収め4度目の王座防衛に成功。パフォーマンス・オブ・ザ・ナイトを受賞した。
2014年7月16日、ESPY賞の最優秀女子選手賞を受賞した。最優秀女子選手賞を格闘家が受賞するのはラウジーが史上初。
2014年12月16日、リーボックとスポンサー契約を結んだ。
2015年2月28日、UFC 184で女子バンタム級1位のキャット・ジンガーノと対戦し、開始14秒でストレートアームバーを極めて一本勝ちを収め5度目の王座防衛に成功。パフォーマンス・オブ・ザ・ナイトを受賞した。UFC最短防衛記録更新となった14秒での決着について「ジンガノはスロースターターと言われていたので、逆の事を仕掛けてくる（試合開始直後の飛び膝蹴り）のは想定していたわ。（最後のストレートアームバーは）長年の柔道の経験で本能のまま体が自然に動いたとしか言いようがないわね。」とラウジーは試合後に述べている。
2015年5月12日、スポーツ・イラストレイテッドの表紙を「ロンダ・ラウジーは世界で最も優秀なアスリート」の見出しと共に飾った。女子格闘家が表紙に起用されるのはプロボクサーのクリスティ・マーチン以来2人目とのこと。
2015年7月15日、ESPN主催のスポーツ界のアカデミー賞といわれるESPY賞で、セリーナ・ウィリアムズらを抑えて最優秀女子選手賞を2年連続で受賞。さらに、世紀の一戦を制したばかりのフロイド・メイウェザー・ジュニアやゲンナジー・ゴロフキン、ドナルド・セラーニらの男子ファイターを抑えて最優秀ファイター賞も受賞した。総合格闘家の最優秀ファイター賞受賞は男女を通じてラウジーが史上初の受賞者となった。
2015年8月1日、UFC 190で女子バンタム級5位のベチ・コヘイアと対戦し、開始34秒でKO勝ちで6度目の王座防衛に成功。3戦連続で開始1分以内の勝利となった。パフォーマンス・オブ・ザ・ナイトを受賞した。
2015年8月21日、ABCの朝の看板情報番組「グッド・モーニング・アメリカ」にゲスト出演し、UFC 195で行う7度目の防衛戦の相手がホリー・ホルムに決定したことを発表した。
2015年8月28日、UFC 193で予定されていた、ロビー・ローラーとカーロス・コンディットのUFC世界ウェルター級タイトルマッチが、ローラーの親指の負傷により、UFC 195に延期。その影響により、UFC 195で予定されていたラウジーの防衛戦が、UFC 193に移動した。
2015年10月7日、ESPNのスポーツ情報番組「スポーツセンター」の司会を務めた。同番組で女子アスリートが司会を務めたのはラウジーが史上初。
2015年11月、総合格闘家として初めてボクシング雑誌「リングマガジン」の表紙に起用された。ボクシング6階級制覇王者のオスカー・デ・ラ・ホーヤは「ロンダがボクサーになる準備が出来た時には、我々ゴールデン・ボーイ・プロモーションズはもろ手を挙げて歓迎すると彼女に話してあるんだ。記録を破壊するよ。ロンダのボクシング初試合はペイ・パー・ビューが400万件は売れるだろうね」とコメントした。
2015年11月14日、UFC 193で女子バンタム級7位のホリー・ホルムと対戦。2Rにホルムの左ハイキックからパウンドを浴び、KO負け。キャリア初の敗北を喫した。これにより、計6回防衛、約3年間保持していたベルトを失った。ファイト・オブ・ザ・ナイトを受賞し、会場となったドックランズ・スタジアムに56,214人を動員してUFCの観客動員記録を更新した。
- 試合の反応
  - レディー・ガガ 『(試合前の)グローブタッチを拒否したからこんなハメになるのよ』[27]
  - マイク・タイソン 『真のチャンピオンは勝利によって決まるわけじゃない。君は今でも素晴らしい。 #カムバック・クイーン』[28]
  - コービー・ブライアント 『復活は美しいもの。真のチャンピオンとは敗北からどのようにして復活するかだ』[29]
  - ドナルド・トランプ 『ロンダ・ラウジーがタイトルマッチで負けたのを見られて嬉しいよ。完敗だった。素晴らしい人物ではなかったからな！』[30][31]

2016年1月23日、サタデー・ナイト・ライブにホストとして出演。同番組でホストを務めることはセレブのステータスとされているが、番組41年間の歴史の中で男子アスリートがホストを務めたことは数多いものの、女子アスリートは少なく、ラウジーで3人目となった。
2016年2月16日、トーク番組の「エレンの部屋」にゲスト出演した際、ホルムに完敗した後に自殺が頭をよぎったことを告白した。
2016年3月、スポーツ・イラストレイテッドの水着特集号で表紙を飾る。
2016年4月、TIME誌の2016年版「世界で最も影響力のある100人」に選出される。
2016年12月30日、1年1カ月ぶりの復帰戦。ラスベガス・T-モバイル・アリーナにおいて開催されたUFC 207のUFC世界女子バンタム級タイトルマッチで王者のアマンダ・ヌネスに挑戦。開始早々からヌネスの強烈なパンチを浴び最後は棒立になったところでレフェリーが試合をストップし、1R48秒TKO負けを喫した。敗れはしたが本試合で女子選手としてはUFC歴代最高のファイトマネー300万ドルとPPVボーナスを獲得した。
2017年8月、同じく総合格闘家のトラヴィス・ブラウンと結婚。

### WWE
2018年1月28日、プロレス団体のWWEのイベント、ロイヤルランブルに登場。大会終了後、WWEとの契約を交わしたことを発表。2月25日、Elimination Chamber 2018にて番組のブランドであるRAWに所属する事が決定。しかし、契約書に署名しようとしたところにCOOのトリプルHとコミッショナーのステファニー・マクマホンの夫婦に唆され、対立する事になった。
4月8日、WrestleMania 34にてカート・アングルと組んでトリプルH & ステファニー・マクマホンとミックスド・タッグマッチでデビュー戦を行う。ステファニーに対して圧倒。中盤にはトリプルHにパンチの連打から持ち上げてファイヤーマンズキャリーの体勢になるなど見せ場を作り、最後にステファニーにアームバーを極めてギブアップを奪い勝利した。6月17日、Money in the Bank 2018にてWWEロウ女子王座を保持するナイア・ジャックスに挑戦。しかし先に行われたマネー・イン・ザ・バンク・ラダー・マッチを制したアレクサ・ブリスからブリーフケースで襲撃され、ベルトを奪取するに至らなかった。同月18日、RAWにてアレクサ・ブリスとカート・アングルGMを襲撃。これを受けて30日間の出場停止を命じられる。7月15日、Extreme Rules 2018にて暴走で1週間の出場停止を受ける。8月6日、RAWにて出場停止処分から解禁。アリシア・フォックスと対戦。セコンドであるアレクサ・ブリスの介入に苦しめられるがナタリアの助力を得て、最後にアームバーを極めて勝利した。同月19日、SummerSlam 2018にてWWEロウ女子王座を保持するアレクサ・ブリスにナタリアをセコンドに従えて挑戦。序盤より逃げ回るアレクサを圧倒し、最後はアームバーを極めて勝利。ベルトを奪取した。その後2019年4月のレッスルマニアでベッキー・リンチに敗れるまでロウ女子王座を保持していた。
2019年4月のレッスルマニア以降、ハウスショーを含めWWEの興行にしばらく登場せず。
2020年4月に第1子の妊娠を発表、同月にはWWE社長のニック・カーンが「特定の時点で」ラウジーがWWEに復帰する予定であることをコメント。同年9月に女児を出産した。
2022年1月29日開催のロイヤルランブル・女子ロイヤルランブル戦で2年9カ月ぶりに電撃復帰。30人中28番目に登場しそのまま優勝。その後はスマックダウンでシャーロット・フレアーとの抗争を展開。5月のレッスルマニア・バックラッシュで行われた決着戦でシャーロットから勝利、WWE・スマックダウン女子王座を初戴冠した。7月、マネー・イン・ザ・バンクでリヴ・モーガンに敗れ王座陥落。

## 人物・エピソード
- 2015年のGoogle検索ランキングで、全世界で「最も検索された人物」で2位に、全世界で「最も検索された検索ワード」で8位に入った。各国の内訳は、「最も検索されたアスリート」としてアメリカで1位、イギリスで1位、ブラジルで2位、メキシコで3位、スウェーデンで3位、ノルウェーで3位、アイルランドで3位、チリで4位。「最も検索された人物」としてアメリカで3位、バングラディッシュで6位、アラブ首長国連邦で7位。「最も検索された検索ワード」としてオーストラリアで4位、アメリカで5位。「最も検索された外国人」としてニュージーランドで4位、香港で6位、デンマークで8位。「最も検索された女性」としてフィリピンで5位。などに入った[52][53][54][55]。同年はYahoo!の「最も検索されたアスリート」にもなった[56]。
- 2017年にESPNの「世界の有名スポーツ選手100」で16位にランクインした。これは女子選手の中でトップに立っただけでなく（女子選手第2位は19位にランクインしたセリーナ・ウィリアムズ）、格闘家としてもコナー・マクレガー（25位）やアンデウソン・シウバ（39位）、マニー・パッキャオ（59位）を上回りトップに立った[57][58]。
- 2016年にESPNの「世界の有名スポーツ選手100」で23位にランクインした。これは女子選手としてはマリア・シャラポワ（18位）に次ぐ第2位で、格闘家としてはフロイド・メイウェザー・ジュニア（26位）やコナー・マクレガー（37位）を上回りトップに立った[59]。
- 初期の頃はヒールとして、ブーイングを浴びる事が多く、本人は「私はいつだってヒールになりたかった」「スポーツ界においてはスポーツマンシップに反する瞬間こそが最も印象的な場面になる」などと語っていた[60]。しかしエキサイティングかつ圧倒的な内容で試合に勝ち続けたことで注目を集め、本人の個性も受けて人気がブレイク。格闘技の枠組みを超え、NBAのレブロン・ジェームズ、コービー・ブライアント、シャキール・オニール、レジー・ミラー、NFLのアーロン・ロジャース、ラリー・フィッツジェラルド、レジー・ブッシュ、女子サッカーのアレックス・モーガン、ホープ・ソロ、女子テニスのキャロライン・ウォズニアッキ、女子スキーのリンゼイ・ボン、俳優のシルヴェスター・スタローン、ラッパーのリル・ウェイン、歌手のデミ・ロヴァート、ナイル・ホーラン、ニック・ジョナス、俳優のクリス・プラット、ドウェイン・ジョンソン、マーク・ウォールバーグ、有名司会者のラリー・キング、キッスのポール・スタンレーなど多方面から応援・賞賛を受ける存在となっている[61][62][63][64]。
- ラジオのインタビューで冗談半分で総合格闘技ルールならフロイド・メイウェザー・ジュニアにも勝てると発言したことが物議を醸す。その直後に、一般紙のロサンゼルス・タイムズが読者に勝者予想アンケートを実施したところ、ラウジーが勝利するとした予想がメイウェザー勝利予想を10％以上上回った[65]。それから約1年半後に、大手スポーツ専門局のESPNも同様のアンケートを実施するが、ラウジー勝利予想は74％にも達し、メイウェザー勝利予想の26%を大幅に上回った[66]。また、メイウェザーと対戦経験があるビクター・オルティスやマニー・パッキャオも総合格闘技ルールでならラウジーはメイウェザーに勝てる、と発言している[67][68]。過去に性差を超えた男女対決は、ボクシングで1999年10月9日にワシントン州アスレチック・コミッションの認可を受け公式試合として行われたことがあり、女子ボクサーのマーガレット・マクレガーが男子ボクサーのロイ・チョウに判定で勝利している[69]。
- ラウジーと同じジムで柔道を練習していたプロボクサービック・ダルチニアンが「女に投げられたり、極められたりする事など有り得ない」と豪語したところ、ラウジーに何度も投げられ、腕ひしぎ十字固めを極められかけたエピソードがある。ただし、両者の間に遺恨が生まれたという事はなくダルチニャンはインタビューでその事実を潔く認めており、スパーリングパートナーとして快く胸を貸している[70]。
- モハメド・アリの娘で元ボクシング世界王者のレイラ・アリからは『私に勝てる女性は世界中を探しても居ない。ロンダ・ラウジーは小さすぎるもの、私の3歳の娘と同じぐらいのサイズだわ』[71] と、4階級制覇の元ボクシング世界王者のアン・ウルフからは『ロンダ・ラウジーをめちゃめちゃにしてやる。ボクシングでも総合格闘技でも構わない、ストリートファイトでもいいのよ』[72] と、引退した伝説の女子ボクサー達から挑発されている。
- ESPNが女子アスリート専門サイトとして設立したESPNWが「史上最高の女子アスリート」を決定するトーナメント形式のファン投票を実施。ラウジーは、テニスのシュテフィ・グラフやマルチナ・ナブラチロワ、ビリー・ジーン・キング、陸上競技のフローレンス・グリフィス＝ジョイナー、伝説的マルチスポーツ選手のベーブ・ディドリクソン＝ザハリアス、サッカーのアビー・ワンバックやミア・ハム、バスケットボールのダイアナ・トーラジ、レーシングドライバーのダニカ・パトリック、体操のナディア・コマネチなどの、名だたる女子アスリートの中を勝ち残り、決勝でセリーナ・ウィリアムズを破って、史上最高の女子アスリートに選ばれた[73]。
- チャリティー活動にも積極的で、世界中のセレブリティのチャリティー活動がまとめられているチャリティー・ディレクトリーサイトのLook to the Starsが2015年に選定した「最もチャリティー活動を行ったアスリート20人」に選出された。飢餓地域への米の調達を目的としたフリーライスコンテストをUFC 184で行ったことや、柔道を通じて少年・少女をサポートするゴンパース柔道の活動、精神衛生機関への寄付を目的としたチャリティーTシャツ「Don't be a D.N.B」の販売（D.N.BはDo Notihing Bitchの略で、子供の頃から母親に言い聞かされてきたことを元にしてラウジーが考案した造語。外見ばかりに気を使い他人に頼って生きること以外は何も出来ないビッチにはなるなという意味）といったチャリティー活動が認められたもの[74][75]。歌手のビヨンセはこの「Don't be a D.N.B」の趣旨に共感し、ラウジーが「Don't be a D.N.B」について語っている一節を自身のコンサートのオープニング映像に使用した[76]。
- 経済誌フォーブスの2016年版「世界女子スポーツ選手長者番付」でラウジーは年収1400万ドル（約15億円）で3位にランクインした[77]。
- 2013年にタイム誌の「世界を変える30歳以下の人物30人」の1人に選出された[78]。
- 2015年にビジネス誌「フォーチュン」の「40歳以下の最も有力な40人」の1人に選出された[79]。
- エメリヤーエンコ・ヒョードルの大ファンであり、彼の子供なら57人産みたいと語った事もある[80]。
- 過去にバーテンダーやカクテル・ウェイトレスとして働いていた経験があり[80]、酒についての知識を持っているが、ほとんど酒は飲まない。お気に入りの酒はマルベックとピノ・ノワールとのこと[81]。
- 2015年5月に自叙伝『マイ・ファイト／ユア・ファイト』を執筆して発売。ウォルマートは内容が暴力的すぎるとして店頭販売を禁止したが[82]、それでも売れベストセラーになった。2015年8月には、パラマウント映画が『マイ・ファイト／ユア・ファイト』の映画化権を獲得。ラウジーが主演で本人役を演じ、マーク・ボンバックが脚本担当で映画化が決定した[83]。
- 映画館で「JUNO/ジュノ」を女友達と観賞していたところ、ラウジーの後ろの席で五月蝿く騒いでいた若者グループの中の女がラウジーの座席に足を乗せて座っていたため、ラウジーの頭にその足が何度も当たっていた。ラウジーはマナーを守るように注意をするが、再び足が頭に当たった時ついに怒り、女のブーツを掴み取って映画館内に投げ捨てた。すると、その女の彼氏がラウジーの前に立ちふさがってブーツを取って来いと命令した。ラウジーはそれを拒否して通路からどくように警告するが、男が体を押してきたので男の襟元を掴んで空いているほうの手でパンチを食らわせ、掴みかかってきた若者グループの別の男も柔道技で投げ飛ばして返り討ちにしたエピソードをABCのトーク番組「ジミー・キンメル・ライブ!」にゲスト出演した際に披露した[84][85]。
- マイク・タイソンはロンダ・ラウジーの大ファンであると公言し[86]、「ロンダ・ラウジーは30年前の全盛期の俺みたいだ」と絶賛している[87]。
- あまりに強すぎるため男子アスリートとの対戦もたびたび取り沙汰されるが男子アスリートたちは冗談交じりではありながらも以下の様に述べている。
  - レブロン・ジェームズ（ラウジーと対戦したらどれぐらい持つと思いますか？の質問に）『彼女が終わらせたい時間までだろうな。ESPY賞の会場でラウジーに挨拶をしたかったんだが、ケツを蹴っ飛ばされたくなかったから挨拶出来なかったんだ』[88]。
  - シャキール・オニール 『ラウジーと対戦したら45秒ぐらいは持つかな』[89]
  - マイク・タイソン 『ロンダ・ラウジーは俺を負かしかねないな。14秒で試合を終わらせたぜ、マジかよ』[90]
  - ジェレミー・リン 『ロンダ・ラウジーにビビってるよ...』[91]
- UFC解説のジョー・ローガンも「ラウジーはUFCの男子バンタム級でなら50%の選手に勝てる」と発言しているが[92]、これに対しラウジーは「それは現実的じゃない。男が女を殴る事は許容されるべきじゃない」「本当に馬鹿げたアイデアよ」と反対している[93]。
- ニックネームである「ラウディ」は自身が子供の頃からロディ・パイパーの大ファンで、「ラウジー」と語呂が似ている事から使用しているが、ニックネームを使用するにあたり、ラウジーは敬意を払い直接パイパーの元を訪れて使用許可を得ている。UFC190で勝利した直後のインタビューで「パイパーは父と一緒に天国でこの試合を楽しんでくれたと思う」と語り、前日に急逝していたパイパーに追悼の意を表した。パイパーが逝去する数週間前にもパイパーの自宅を訪れ何時間も話していたほど親交が深かった[94]。
- ボクサーのゲンナジー・ゴロフキンとは、たまたま一緒にトレーニングをしたことがきっかけで、ラウジーのUFCデビュー戦となったUFC 157にゴロフキンが応援に駆けつけて以降、試合のたびにお互いにエールを交換するなど親交がある。ゴロフキンはラウジーについて『彼女は美しくて、世界で最高の女子アスリートだよ』と称賛している[95][96]。
- 2011年、炎の体育会TVに北京オリンピック銅メダリストとして出演。高橋茂雄、つぶやきシロー、ねづっちの3人と柔道対決を行い、全て一本勝ちした。
- ポケットモンスターが好きで、ポケットモンスターシリーズは全てクリアしており今でも現役でプレイしている。過去にはポケモン好きが高じてポケモンの掲示板の管理人だったこともある[97]。一番好きなポケモンにはミュウを挙げ[98][99]、自身のポケモン歴とミュウへの思いについて以下のように語っている。『最初はポケモンカードからはじめたの。最初に引いたカードはハクリューだったわ。それからゲームを遊んだの、最初はポケモン 青（日本ではポケットモンスター緑として発売）だったわね。最初に捕まえたポケモンはヒトカゲだったわ。すぐにハマったの。その夏はとても体重が減って小さな子供になったのよ、ゲームを止められなかったの。横に大量のクラッカーとミルクを置いて寝転んでずっと遊んでいたのよ、止められなくて』、『ポケモンスナップでパーフェクトスコアを出したことがあるのよ。でも、ミュウを攻撃するのを避けられないのよね…私はミュウのことを愛してるの。ミュウは私のお気に入りなの。でも、ほら…芸術的な写真を撮るために…時々ポケモンを攻撃しなければいけないのよ…』[100]『一番好きなポケモンはミュウよ。ミュウは全てのポケモンの祖先なの。ミュウから全て生まれたの。初代ポケモンではミュウは捕まえられないのよ。手に入れるにはラベンダータウンを使うほかなかったわ。だからミュウが貰えるトーナメントに出場するためにポケモンのイベントがあったショッピングモールまで足を運んだの。他のファンたちに混ざって何時間も列に並んで待つのは好きよ。とにかくミュウとミュウの証明書が欲しかったの。証明書は今でも家の壁に飾ってあるわ』[101]。2015年10月にはESPNの「スポーツセンター」が、ラウジーがピカチュウの着ぐるみを着てトレーニングするコミカルなプロモーション映像を製作している[102]。
- ドラゴンボールも好きで、子供の頃にはドラゴンボールZをビデオテープが擦り切れるほど繰り返し見て、人造人間18号になりたいと思っていた。中でもベジータの大ファンで、ベジータに"マンガの片思い"をしていた。精神と時の部屋で一緒に修行をするなら悟空よりベジータだと述べている。理由は、悟空はとても良い人で友達としては楽しいだろうけど付き合って2週間もすればイライラしてくると思う、ベジータとは社会や政治について興味深い議論が出来そうとのこと。2015年3月にWWEのレッスルマニア31にゲスト出場した時にはベジータの『IT’S OVER 9000!!』Tシャツを着てリングに上がった[100][103][104]。
- 2017年5月、ESPNは世界で最も有名なアスリート100人を発表し、ラウジーは16位に選出された。女性アスリートでは首位であった[105]。
- 2019年12月27日、アメリカの総合格闘技老舗サイトMMAJunkieが選定する『2010年代のMMAファイターTop 10』で7位に選ばれた[106]。

## 得意技
パイパーズピット
スウィングサモアンドロップ
アームバー
膝蹴り
パンチ
相手の顔面又ボディに向いパンチを連打する。
ファイヤーマンズキャリー
ローリング・クローズライン
スパインバスター
各種柔道技
一本背負い
背負い投げ
ニーリフト
リアネイキッドチョーク
ハイ・ニー

## 戦績

### プロ総合格闘技
| 総合格闘技 戦績 | 総合格闘技 戦績 | 総合格闘技 戦績 | 総合格闘技 戦績 | 総合格闘技 戦績 | 総合格闘技 戦績 | 総合格闘技 戦績 |
| --------------- | --------------- | --------------- | --------------- | --------------- | --------------- | --------------- |
| 14 試合         | (T)KO           | 一本            | 判定            | その他          | 引き分け        | 無効試合        |
| 12 勝           | 3               | 9               | 0               | 0               | 0               | 0               |
| 2 敗            | 2               | 0               | 0               | 0               | 0               | 0               |

| 勝敗 | 対戦相手               | 試合結果                            | 大会名                                                                      | 開催年月日     |
| ×    | アマンダ・ヌネス       | 1R 0:48 TKO（スタンドパンチ連打）   | UFC 207: Nunes vs. Rousey 【UFC世界女子バンタム級タイトルマッチ】           | 2016年12月30日 |
| ×    | ホリー・ホルム         | 2R 0:59 KO（左ハイキック→パウンド） | UFC 193: Rousey vs. Holm 【UFC世界女子バンタム級タイトルマッチ】            | 2015年11月14日 |
| ○    | ベチ・コヘイア         | 1R 0:34 KO（右ストレート）          | UFC 190: Rousey vs. Correia 【UFC世界女子バンタム級タイトルマッチ】         | 2015年8月1日   |
| ○    | キャット・ジンガーノ   | 1R 0:14 ストレートアームバー        | UFC 184: Rousey vs. Zingano 【UFC世界女子バンタム級タイトルマッチ】         | 2015年2月28日  |
| ○    | アレクシス・デイビス   | 1R 0:16 KO（パウンド）              | UFC 175: Weidman vs. Machida 【UFC世界女子バンタム級タイトルマッチ】        | 2014年7月5日   |
| ○    | サラ・マクマン         | 1R 1:06 TKO（ボディへの膝蹴り）     | UFC 170: Rousey vs. McMann 【UFC世界女子バンタム級タイトルマッチ】          | 2014年2月22日  |
| ○    | ミーシャ・テイト       | 3R 0:58 腕ひしぎ十字固め            | UFC 168: Weidman vs. Silva 2 【UFC世界女子バンタム級タイトルマッチ】        | 2013年12月28日 |
| ○    | リズ・カムーシュ       | 1R 4:49 腕ひしぎ十字固め            | UFC 157: Rousey vs. Carmouche 【UFC世界女子バンタム級タイトルマッチ】       | 2013年2月23日  |
| ○    | サラ・カフマン         | 1R 0:54 腕ひしぎ十字固め            | Strikeforce: Rousey vs. Kaufman 【Strikeforce女子バンタム級タイトルマッチ】 | 2012年8月18日  |
| ○    | ミーシャ・テイト       | 1R 4:27 腕ひしぎ十字固め            | Strikeforce: Tate vs. Rousey 【Strikeforce女子バンタム級タイトルマッチ】    | 2012年3月3日   |
| ○    | ジュリア・バッド       | 1R 0:39 腕ひしぎ十字固め            | Strikeforce Challengers 20                                                  | 2011年11月18日 |
| ○    | サラ・ダレリオ         | 1R 0:25 腕ひしぎ十字固め            | Strikeforce Challengers 18                                                  | 2011年8月12日  |
| ○    | シャルメーヌ・ツイート | 1R 0:49 腕ひしぎ十字固め            | HKFC: School of Hard Knocks 12                                              | 2011年6月17日  |
| ○    | エディエンヌ・ゴメス   | 1R 0:25 腕ひしぎ十字固め            | KOTC: Turning Point                                                         | 2011年3月27日  |

### アマチュア総合格闘技
| 総合格闘技 戦績 | 総合格闘技 戦績 | 総合格闘技 戦績 | 総合格闘技 戦績 | 総合格闘技 戦績 | 総合格闘技 戦績 | 総合格闘技 戦績 |
| --------------- | --------------- | --------------- | --------------- | --------------- | --------------- | --------------- |
| 3 試合          | (T)KO           | 一本            | 判定            | その他          | 引き分け        | 無効試合        |
| 3 勝            | 0               | 3               | 0               | 0               | 0               | 0               |
| 0 敗            | 0               | 0               | 0               | 0               | 0               | 0               |

| 勝敗 | 対戦相手                     | 試合結果                 | 大会名                                          | 開催年月日     |
| ○    | テイラー・ストラットフォード | 1R 0:24 腕ひしぎ十字固め | Tuff-N-Uff: Las Vegas vs. 10th Planet Riverside | 2011年1月7日   |
| ○    | オータム・リチャードソン     | 1R 0:57 腕ひしぎ十字固め | Tuff-N-Uff: Future Stars of MMA                 | 2010年11月12日 |
| ○    | ヘイデン・ムニョス           | 1R 0:23 腕ひしぎ十字固め | CFL: Ground Zero                                | 2010年8月6日   |

## 獲得タイトル
- WWE女子タッグ王座

w / シェイナ・ベイズラー
- WWEスマックダウン女子王座
- WWEロウ女子王座

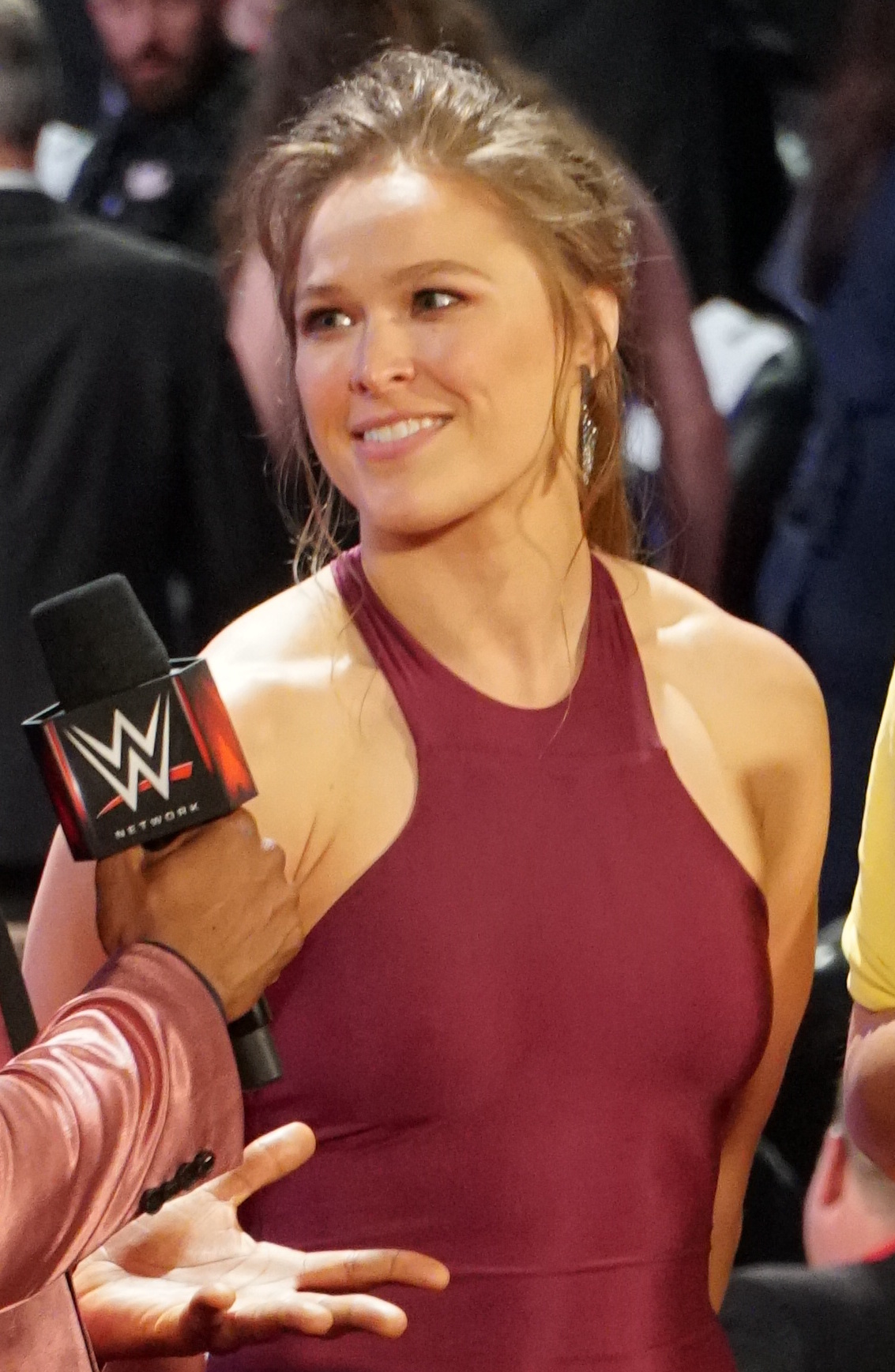
WWEスマックダウン女子王座

- ロイヤルランブル (2022)女子30人ロイヤルランブル戦優勝
- 北京オリンピック柔道 女子70kg級 銅メダル（2008年）
- 第4代Strikeforce女子バンタム級王座（2012年）
- 初代UFC世界女子バンタム級王座（2012年）

## 表彰
- 柔道 黒帯四段
- UFC ファイト・オブ・ザ・ナイト（2回）
- UFC サブミッション・オブ・ザ・ナイト（1回）
- UFC パフォーマンス・オブ・ザ・ナイト（4回）
- UFC サブミッション・オブ・ザ・イヤー（2015年）
- UFC殿堂入り（2018年）
- Strikeforce 女子サブミッション・オブ・ザ・イヤー（2011年、2012年）
- SHERDOG ブレイクスルー・オブ・ザ・イヤー（2012年）
- ESPN サブミッション・オブ・ザ・イヤー（2012年）
- ESPY賞 年間最優秀女子選手賞（2014年、2015年）
- ESPY賞 年間最優秀ファイター（2015年）

## ペイ・パー・ビュー販売件数
| 開催年月日     | イベント                                               | 販売件数   | 備考                 |
| -------------- | ------------------------------------------------------ | ---------- | -------------------- |
| 2016年12月30日 | UFC 207: アマンダ・ヌネス vs. ロンダ・ラウジー         | 110万件    |                      |
| 2015年11月14日 | UFC 193: ロンダ・ラウジー vs. ホリー・ホルム           | 110万件    |                      |
| 2015年8月1日   | UFC 190: ロンダ・ラウジー vs. ベチ・コヘイア           | 90万件     |                      |
| 2015年2月28日  | UFC 184: ロンダ・ラウジー vs. キャット・ジンガーノ     | 60万件     |                      |
| 2014年7月5日   | UFC 175: クリス・ワイドマン vs. リョート・マチダ       | 54万5千件  | セミファイナルに出場 |
| 2014年2月22日  | UFC 170: ロンダ・ラウジー vs. サラ・マクマン           | 35万件     |                      |
| 2013年12月28日 | UFC 168: クリス・ワイドマン vs. アンデウソン・シウバ 2 | 102万5千件 | セミファイナルに出場 |
| 2013年2月23日  | UFC 157: ロンダ・ラウジー vs. リズ・カムーシェ         | 45万件     |                      |

## 出演

### 映画
- エクスペンダブルズ3 ワールドミッション（2014年）- ルナ役
- ワイルド・スピード SKY MISSION（2015年）- カーラ役
- Entourage（2015年）- 本人役
- マイル22（2018年）- サム・スノウ役
- チャーリーズ・エンジェル (2019年の映画) - ファイト・インストラクター

### CM
- MetroPCS
- カールス・ジュニア
- バドライト